# 通古铁路
通古铁路是中国北京市境内的一条已被部分废弃拆除的铁路，起自今北京市朝阳区与通州区交界的五里店附近，经顺义、怀柔后转向东，至密云转向东北，穿过今密云水库后至北京市密云区的古北口镇后，与承古铁路接轨。线路全长126.7km。由于线路通州端与京奉铁路通州支线相连，故又与其并称为“平古铁路”、“京古铁路”。
通古铁路与承古铁路合称平承铁路，中华人民共和国成立后，沿用平承铁路的通州至密云段以及日占时期未建成的上板城至鹰手营子铁路的路由，新建了京承铁路。

## 历史
1937年8月，南满洲铁道株式会社铁道总局建设局通州建设事务所组织两只测量队，同时对通州-密云81.5公里，密云-古北口41.2公里两段勘测，分别于10月15日、11月完成。南满洲铁道株式会社铁道总局建设局发包给东亚土木株式会社等4个承建商，分四段同时动工，1937年9月12日开工建设，1938年1月16日完成铺轨。1938年3月31日开通运营。
1938年6月15日，通州支线（1901年建设的东便门站至通州站21.9km）与通古线合并为京古线，正线长142.5km。由满铁北支事务局管理，1939年4月改为由华北交通株式会社管理。
1945年8月日本战败投降后改称平古线。1946年怀柔以北线路被共产党武装拆毁。国民政府随即修复了通州至密云石匣段开通运营，同时增设了牛栏山、统军庄两站，1948年底停运。
中华人民共和国成立后，1953年，中央人民政府铁道部决定利用部分旧线路由，新建了京承铁路。京承铁路于1960年通车后，通古铁路通州至密云段得到利用，密云至古北口段未被复建。密云水库开始建设后，密云水库以北至古北口的部分路段后被新建京通铁路利用，1980年，京通铁路交付使用。